# CICAP
El CICAP (inicialment acrònim de Comitè Italià per l'Auditoria de les Afirmacions sobre el Paranormal, canviat el 24 setembre 2013 en Comitè Italià per l'Auditoria de les Afirmacions sobre les Pseudoscièce) és una organització educativa sense ànim de lucre, fundada el 1989 per promoure la recerca científica i crítica sobre els anomenats fenòmens paranormals i més concretament sobre les pseudociències.
Forma part de la European Council of Skeptical Organisations (ECSO), un organisme internacional que reuneix nombroses associacions escèptics.
Els objectius del CICAP són els d'indagar sobre l'autenticitat dels presumptes misteris i fenòmens paranormals anunciats als mitjans de comunicació (mass media), i difondre els resultats d'aquestes recerques a través de trobades, conferències i publicacions. A través d'aquesta obra d'informació el CICAP es proposa d'afavorir la difusió de l'actitud científica i de l'esperit crític, i de dur a terme una obra d'educació en la racionalitat.